# Anthony Spiri
Anthony Spiri (* 1955) ist ein US-amerikanischer Pianist und Musikpädagoge.

## Leben
Spiri begann seine musikalische Ausbildung in Cleveland und Boston und setzte sie am Mozarteum in Salzburg fort. Hier war er von 1987 bis 1993 Assistent von Nicolaus Harnoncourt. Bis 2024 war er Professor für Klavierkammermusik an der Hochschule für Musik und Tanz Köln, für die er zeitweise auch als Prodekan tätig war.
Als Klaviersolist trat Spiri u. a. mit dem Chamber Orchestra of Europe unter der Leitung von Harnoncourt und von Michael Tilson Thomas, mit der Camerata Salzburg, der Jungen Deutschen Philharmonie, dem Kammerorchester Basel unter Christopher Hogwood und dem Mozarteumorchester Salzburg auf. Als Liedbegleiter arbeitete er mit Sängern wie Peter Schreier, Marjana Lipovšek, Edith Mathis und Bernarda Fink zusammen.
Auf dem Gebiet der zeitgenössischen Musik spielte Spiri u. a. Uraufführungen von Werken Ernst Kreneks, Wolfgang Rihms, Sofia Gubaidulinas und York Höllers. Daneben brachte er in Vergessenheit geratene Klavierwerke und Lieder von Eduard Marxsen, dem Kompositionslehrer von Johannes Brahms, und französischer Komponisten der Epoche Gabriel Faurés neu zur Aufführung. Mit zahlreichen CDs widmete er sich den Klavierwerken der Söhne Johann Sebastian Bachs.